# Àcid heistèric
L'àcid heistèric, el qual nom sistemàtic és àcid (7Z,11E)-octadecan-7,11-dien-9-inoic, és un àcid carboxílic de cadena lineal amb devuit àtoms de carboni, dos dobles enllaços, un cis entre els carbonis 7-8 i l'altre trans entre els carbonis 11-12, i un triple enllaç entre els carbonis 9-10, la qual fórmula molecular és {\displaystyle {\ce {C18H28O2}}}. En bioquímica és considerat un àcid gras.

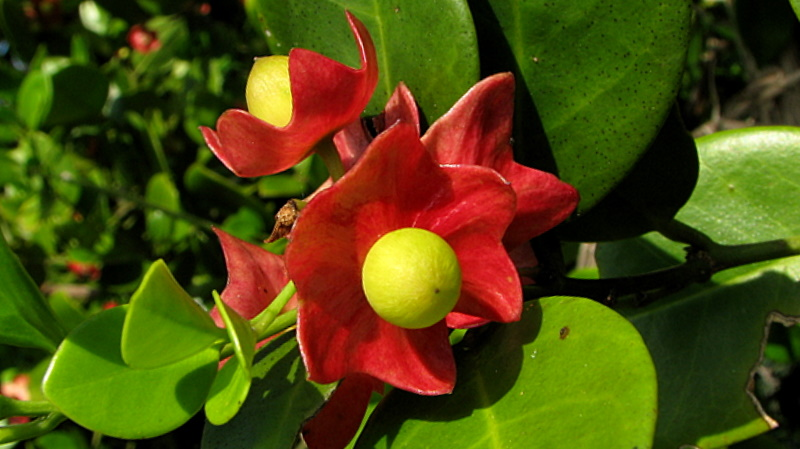
Heisteria perianthomega (Vell.) una espècie del mateix gènere

Fou aïllat per primera vegada el 1997 per V. Spitzer i col·laboradors de l'oli de les llavors de la planta Heisteria silvanii, del gènere de la qual derivaren el nom comú àcid heistèric. Aquest oli en conté un 22,63 %.